# Calicnemia pulverulans
Calicnemia pulverulans – gatunek ważki z rodziny pióronogowatych (Platycnemididae).